# Лейн, Ронни
Роналд Фредерик «Ронни» Лейн (англ. Ronald Frederick "Ronnie" Lane; 1 апреля 1946 — 4 июня 1997) — британский музыкант, композитор и музыкальный продюсер.
Наиболее известен как бас-гитарист и член-основатель известных английских рок-н-ролльных групп The Small Faces (1965—69) и The Faces (1969—73). Впоследствии Лейн сотрудничал с другими музыкантами, возглавляя свои собственные группы (The Slim Chance) и продолжая сольную карьеру, оставаясь при этом близок к своим бывшим коллегам по группе и поклонникам.
В конце 1970-х у Лейна был диагностирован рассеянный склероз. Его поддерживали благотворительные проекты и финансовые взносы друзей, а также бывшие коллеги по группе. После продолжительной болезни в 1997 году он скончался.
За свою работу в The Small Faces и The Faces Лейн был посмертно включен в Зал славы рок-н-ролла в 2012 году.